# Solocisquama
Solocisquama is een geslacht van straalvinnige vissen uit de familie van vleermuisvissen (Ogcocephalidae).

## Soorten
- Solocisquama carinata Bradbury, 1999.
- Solocisquama erythrina (Gilbert, 1905).
- Solocisquama stellulata (Gilbert, 1905).